# Trem de guerra
O Trem de Guerra, chamado também de Casa Quartel, é a sede do poder legislativo da cidade brasileira de Vigia de Nazaré (estado do Pará). Foi um quartel depósito onde armazenava armas e munições da guarda municipal. Também foi um casarão local de refugio e confrontos durante a Guerra dos Cabanos, onde morreu o pai do fundador da Academia Paraense de Letras, o Barão de Guajará. Este casarão integra o patrimônio histórico-cultural vigiense.

## História
Este casarão inicialmente construído em taipa com cobertura em telha de barro, com acesso pela rua de Nazaré e pela rua Visconde de Souza Franco (atual Rua Noêmia Belém), pertenceu a Inocêncio Holanda. Mais tarde foi vendido a Jerônimo Magno Monteiro que o desmembrou em duas edificações. Posteriormente foi moradia e local de trabalho do Juiz de Paz do município de Vigia, João de Sousa Ataíde, onde eram armazenadas as armas e munições da Guarda Municipal da cidade, denominado assim de Trem de Guerra ou Casa Quartel (-0°51'14.93" -48° 8'41.74"). No período da revolta popular da Gerra dos Cabanos (ou Cabanagem), quando o movimento se espalhou pelo interior do Estado do Pará, a então villa de Vigia foi invadida pelos revoltosos em 1835.
No século XIX, Vigia ocuparia um papel relevante na historiografia paraense, o Trem de Guerra durante a Cabanagem foi palco de dois ataques, um em maio e outro em julho de 1835 – este mais sangrento, quando os cabanos mataram as autoridades locais e os portugueses em um massacre violento, que fez o governo reagir e reconquistar a capital e a própria Vigia já no início de 1836. Evento registrado através do vigiense Domingos Antonio Raiol, no livro Motins Políticos, marcado pela memória infantil do filho de Pedro Raiol, um dos portugueses mortos no Trem de Guerra.
Este casarão cenário de um dos episódios mais sangrentos durante a evolta popular da Guerra dos Cabanos, chamado de "o massacre dos cabanos". Segundo o jornalista e escritor Chiavenato, foi um dos eventos que sufocou a revolta, quando foram dizimandos cerca de 40 mil cabanos em vários municípios. A esquina onde os cabanos viveram momentos de terror e morte, atualmente na época do carnaval brasileiro ja cedeu lugar ao  êxtase carnavalesco e  crítica social através do bloco “As Virgienses”, que ja teve como tema o “embate carnavalesco rumo ao Tem de Guerra”. Assim, o carnaval cria uma atmosfera imagética subversiva, pois aproxima o imaginário vivido no passado (confronto entre os “rebeldes” e governo) do imaginário vivido no presente (conjuntura política atual).
No carnaval vigiense, o bloco sobre o Trem de Guerra ilustra a zona de conflito que contrapõe comportamentos ditos aceitos pela sociedade e os comportamentos condenados. Onde o elemento carnavalesco, quebra os paradigmas criados pelas elites e descortina as máscaras sociais.
Durante a década de 1990 o casarão foi abandonado, e em razão do alto grau de deterioração foi totalmente demolido, porém reconstruído com materiais contemporâneos (como alvenaria e tijolo), mantendo as características arquitetônicas externas originais. Atualmente o casarão é a palácio legislativo, sede dos vereadores da cidade de Vigia de Nazaré.